# Lac Uru Uru
Le lac Uru Uru, en Bolivie, est un lac tectonique situé dans le département d'Oruro, qui fit partie de l'ancien lac intérieur de Michin. Il est relié au lac Titicaca par le Río Desaguadero, qui à son tour est connecté avec le lac Poopó. Depuis le 11 juillet 2002, le lac Uru Uru et le lac Poopó ont été déclarés sites Ramsar, dont la convention a pour but de préserver les zones humides de la planète.

## Géographie
Il a une longueur de 21 km et une largeur de 16 km, et une superficie de 260 kilomètres carrés  Sa profondeur moyenne est d'1,5 mètre. Il est situé à une altitude de 3 686 mètres.

## Tourisme

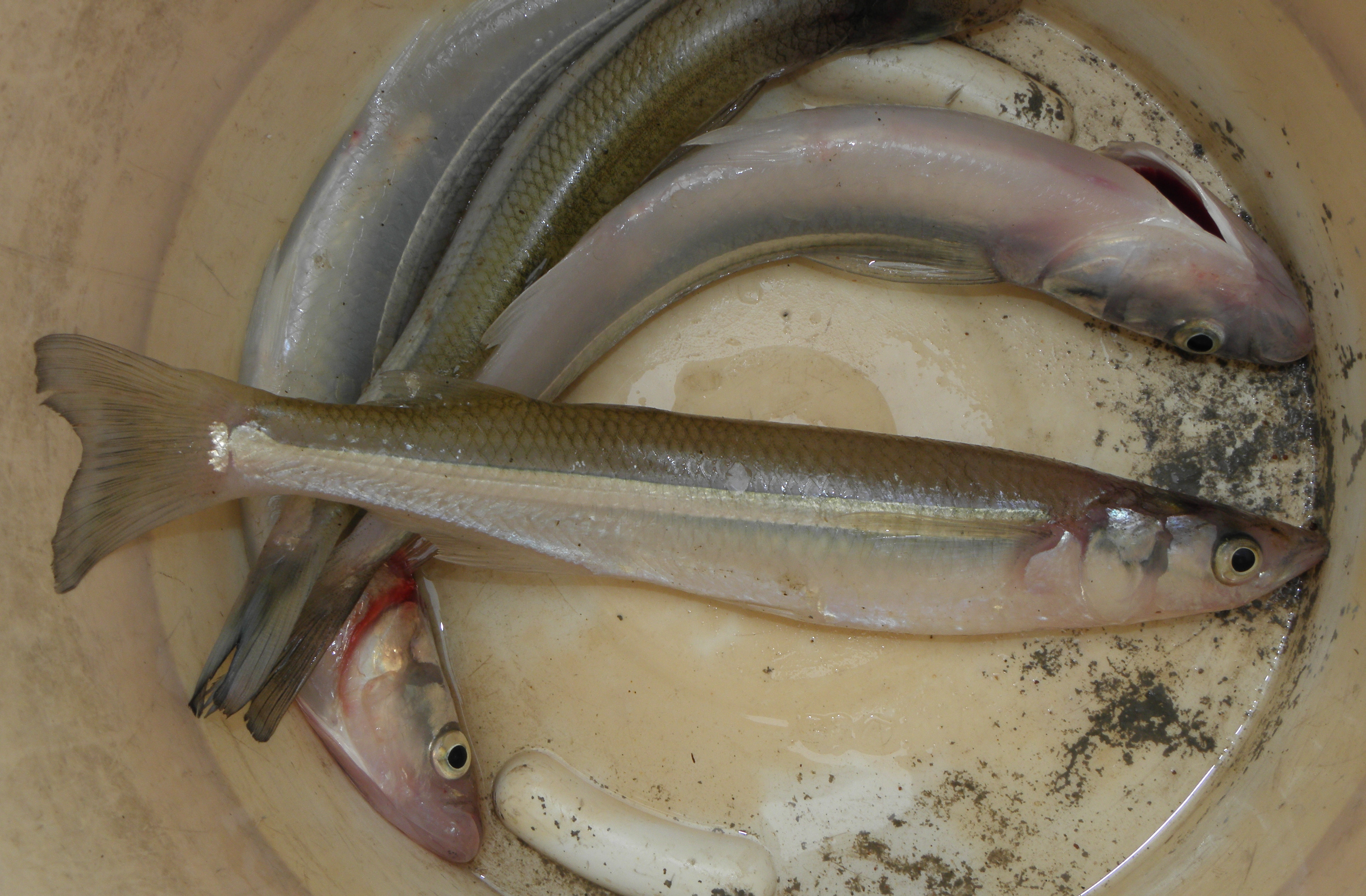
pejerrey (Odontesthes bonariensis).

Il constitue une importante attraction touristique pour la navigation et la pêche car il contient une grande quantité d'espèces piscicoles comme le pejerrey (Odontesthes bonariensis).
Sur ses rives est construite la ville d'Oruro, grand centre industriel de minéraux.

## Asséchement
En 2016 la presse belge signale que le lac Uru Uru est entièrement asséché, possiblement disparu. En cause le détournement de cours d'eau par les compagnies minières, allié à la plus longue sécheresse connue de l'histoire bolivienne.